# 森綾香
森 綾香（もり あやか、1991年11月14日 - ）は、日本の女性声優。東京都出身。A-CAT所属。

## 出演作品

### テレビアニメ
2011年
- 銀魂'（少年B）
- しまじろうヘソカ[1]

2012年
- 宇宙兄弟[2]（カップル女、女友達B、TVドラマの女）
- 銀魂'（女子A）
- 男子高校生の日常[1]（犬を探す女子高生）
- 貧乏神が![1]（のんちゃんタマちゃん、女性店員、根津裕子、沢尻菜都美）

### ゲーム
2015年
- オルタンシア・サーガ -蒼の騎士団-（クロエ）[3]

#### アーケード
- 檄投伝説ブロッキング（オウム）[1]